# Goniohelia
Goniohelia é um gênero de traça pertencente à família Arctiidae.